# TORQUE G02
TORQUE G02（トルク ジーゼロニ）は、京セラによって日本国内向けに開発された、auブランドを展開するKDDIおよび沖縄セルラー電話の第3.9世代移動通信システム（au 4G LTE）対応スマートフォンである。製造型番はKYV35（ケーワイブイ サンゴ）。

## 概要
TORQUEシリーズとしては初となるVoLTEに対応するほか、スマートフォンとしては世界初となる耐海水性能を備えるなど、先代機種のTORQUE G01と比較してタフネス性能が強化されている。

## 沿革
- 2015年（平成27年）5月14日 - KDDI、および京セラより公式発表。
- 2015年7月16日 - 全国にて一斉発売開始。
- 2016年（平成28年）7月1日 - 新色としてブルーが追加、および発売開始。

## 搭載アプリ

### 基本機能
- カメラ
- カレンダー
- ギャラリー
- ダウンロード
- テレビ
- バーコードリーダー
- ファイルコマンダー
- 簡易ライト
- 時計
- 設定
- 天気
- 電卓
- 電話
- 電話帳
- PCメール

### キャリア関連アプリ
- うたパス
- おサイフケータイ
- シンクコール
- スクリーンショットシェア
- データお預かり
- デジラアプリ
- ブックパス
- リモートサポート
- 安心アクセス
- au ID設定
- au Market
- au WALLET
- au Wi-Fi接続ツール
- auお客さまサポート
- auショッピングモール
- auスマートパス
- auテレビ .Gガイド
- au災害対策
- Disney pass
- Eメール
- GLOBAL PASSPORT
- HelthPlanet
- LISMO
- SMS

### 京セラスマートフォンにプリインストールされているアプリ
- エコモード
- デイリーステップ
- バーコードリーダー
- ファイルコマンダー
- 京セラサイト
- 取扱説明書
- OfficeSuite

### 当機種のみプリインストールされているアプリ
- なみある？
- Barometer
- Compass
- SkyView
- Tide
- YAMAP

### Google製アプリ
- ドライブ
- ハングアウト
- フォト
- マップ
- 音声検索
- Chrome
- Gmail
- Google
- Google+
- Google設定
- Keep
- Playゲーム
- Playストア
- Playブックス
- Playミュージック
- Playムービー&TV
- YouTube

## アップデート・不具合など
2015年9月3日のアップデート
ビルド番号：101.1.2a10
- 操作中、画面が急に暗くなる場合がある事象の改善

2015年12月10日のアップデート
ビルド番号：102.0.2d00
- 時計アプリの世界時計において、一部都市の時刻が正しく表示されない場合がある事象の改善

2016年2月9日のアップデート
ビルド番号：103.0.2e00
- ワイヤレス充電が開始されない場合がある事象の改善

2016年6月23日のアップデート
ビルド番号：105.0.3200
- 通話が切れてしまう場合がある事象の改善など

2016年7月7日のアップデート
ビルド番号：106.0.3330
- 一部の地域で国際ローミング中に、音声通話・SMSがご利用できない場合がある事象の改善

2016年8月4日のアップデート
ビルド番号：201.0.1f00
- 電話帳アプリの連絡先情報を開くことができない場合がある事象の改善

2016年8月23日のOSアップデート
ビルド番号：201.0.1f00
- Android™ 6.0による機能・操作性の向上

2016年11月14日のアップデート
ビルド番号：202.0.2000
- セキュリティ機能の改善
- 2020年08月14日ユーザー報告による不具合情報
- 高熱による4Gアンテナの故障

## その他
「run for money 逃走中」で過去利用されていた。